# 그레그 핸드빗
그레고리 리 핸드빗(영어: Gregory Lee Handevidt), 1965년 2월 26일 ~ )은 미국 헤비메탈 밴드인 메가데스의 전 기타리스트이자 쿠빌라이 칸의 기타리스트였다.